# Стена
Стена је скуп, сачињен од једног или више минерала одређеног хемијског састава и одређене структуре. Испитивањем свих врста стена, које граде Земљину кору, установљено је да се у стенама налази само 100—150 врста минерала, који их граде, иако је утврђено постојање преко 3.000 врста природних минерала на Земљи. На примјер, уобичајена стена гранит је комбинација минерала кварца, фелдспара и биотита. Спољни чврсти слој планете Земље сачињен је од разних стена.
Дробљењем (ситњењем) стене добија се камење и прашина. До дробљења може доћи утицајем временских прилика, ерозијом или вештачким путем — експлозивом или машинама.
Стене је користило цело човечанство током своје историје. Од каменог доба стијене и камење су кориштене као алат. Минерали и метали нађени у стенама били су незамењиви за настанак људске цивилизације. Наука је дефинирала три основне групе стена: седиментне, метаморфне и магматске.
Истраживање литогенезе (грч.  [lithos] — „стена”) и петрогенезе (грч.  [petros] — „камен”) представља основну област истраживања петрологије и геологије, али и геофизике и геохемије.

## Класификација
Стене се према броју минерала деле на:
- мономинералне, које су изграђене само од једног минерала и
- полиминералне, које су изграђене од неколико минералних врста.

Према начину постанка, деле се на:
- магматске
  - дубинске (гранит, сенит, диорит, габро, перидотит)
  - изливне (риолит, трахит, дацит, андезит, базалт)
  - жичне
- седиментне
  - кластичне (бреча, конгломерат, пешчар, алевролит, глина)
  - хемијске (кречњак, доломит, бигар)
  - органогене (кречњак, креда, рожнац)
- метаморфне
  - регионално метаморфне (мермер, кварцит, шкриљац, гнајс)
  - катакластичне
  - контактно метаморфне
  - аутометаморфне

На нивоу зрна (гранула), стене су састављене из зрнаца минерала, који су даље хомогене чврсте материје настале од разних хемијских једињења аранжираних у простору на одређени (правилни или неправилни) начин. Агрегатни минерали, који граде стене међусобно су спојени хемијским везама. Врста и распрострањеност минерала у стенама одређена је начином, на који су оне настале. Многе стене садрже силику (силицијум-диоксид SiO2), једињење силицијума и кисеоника, који сачињава око 74,3% Земљине коре. Овај материјал гради кристале са другим једињењима у стени. Пропорција силике у стенама и минералима је један од основних фактора у одређивању њихових имена и особина.
Стене се геолошки класификују на основу особина попут минералног и хемијског састава, пропусности (порозности), текстуре и величине честица, од којих су грађене и слично. Те физичке особине су крајњи резултат процеса, који су створили стене. Током времена стене се могу претворити (трансформисати) из једног типа стене у други, као што је то описано у геолошком моделу званом „циклус стена”. Ти догађаји производе три опште класе стена: седиментне, метаморфне и магматске.
Три класе стена су даље подељене на многобројне подгрупе. Ипак, не постоји чврста и јасна граница између повезаних стена. Повећањем или смањењем пропорција материјала, од којих су грађене, они прелазе из једне групе у другу. Одређене структуре од једне врсте стена често се могу наћи да постепено улазе у одређене структуре других. Стога дефиниције, које су усвојене при номенклатури стена, одговарају мање-више договореним одређеним тачкама у непрекидно градуираним серијама.

### Магматске стене
Магматске стене настају хлађењем и очвршћавањем магме односно вулканске лаве. Ова магма може настати од делимично истопљених старијих стена било у омотачу или кори планете. Обично, топљење стена настаје једним од три процеса: повећањем температуре, смањењем притиска или променом у њиховом саставу, мада се ова три процеса могу дешавати и симултано.
Магматске стене се деле на две главне категорије: плутонске стене (или плутони) и вулканске. Плутони или интрузивне стене настају када се магма охлади и споро кристализује унутар Земљине коре. Пример ове врсте стена је гранит. Вулканске или екструзивне стене настају када магма досегне површину планете било као лава или фрагмент, сачињавајући минерале попут базалта или пловућца. Хемијска распрострањеност и брзина хлађења магме обично формира секвенцу, познату као Бовенова кристализацијска серија. Већина основних магматских стена се налазе дуж те серије.
Око 64,7% Земљине коре по запремини састоји се из магматских стена, што их чини најразноврснијом категоријом стена. Од тога око 66% су базалтне и габро стене, 16% су гранитне стене, док су 17% гранодиорити и диорити. Само 0,6% отпада на сиенит, а 0,3% на перидотит и дунит. Стене, које чине океанско дно, су 99% од базалта, који је магматска стена мафичног састава. Гранити и сличне стене, познате као мета-гранитоиди, формирају већи део континенталне Земљине коре. Откривено је и описано преко 700 врста магматских стена, међу којима се већина формирала испод површине Земљине коре. Све оне имају различите особине у зависности од састава и услова температуре и притиска при њиховом стварању.

### Седиментне стене
Седиментне стене се формирају на површини Земље, тако што се фрагменти старијих стена, минерала и организама акумулирају (таложе) и цементирају (стврдњавају) или хемијским таложењем и органским растом у води (седиментација). Овај процес узрокује да се кластични седименти (делови стена) или органске честице (стеља, detritus) акумулирају на површини или за минерале да се хемијски исталоже из раствора. Иситњена супстанца затим пролази кроз процес отврдњавања и цементирања под утицајем температуре и притисака (дијагенеза).
Пре него што се наталоже, седименти настају деловањем временских непогда или од ранијих стена путем ерозије у неком подручју, а затим се преносе путем воде, ветра или леда (ледницима) до места, где се таложе. Приближно 7,9% Земљине коре по запремини састављено је из седиментних стена, од којих 82% отпада на шкрљце, док остатак представљају кречњаци (6%), пешчари и аркозе (12%). Седиментне стене врло често садрже фосиле. Међу најстаријом фосилном евиденцијом живота су микробни фосили нађени у 3,48 милијарди година старом пешчару у Западној Аустралији, биогеном графиту нађеном у 3,7 милијарди година старим метаседиментарним стенама у западном Гренланду и остаци биотичког материјала нађеног у 4,1 милијарде година старим стенама у Западној Аустралији. Пошто се ове стене формирају деловањем гравитације, најчешће се стварају у водоравним или готово водоравним слојевима или стратама, те се често означавају као слојевите стене. Мали део седиментних стена настао је на стрминама, те се понекад дешава да нижи слојеви буду пре еродирани, а горњи слојеви потону, те долази до укрштања слојева (енгл. cross-bedding).

### Метаморфне
Метаморфне стене настају када се било која друга врста стена: седиментне, магматске или друге старије метаморфне, изложе другачијим условима температуре и притиска од оних, при којима су се првобитне стене формирале. Тај процес назива се метаморфоза, што значи „промена форме”. Као резултат процеса дешавају се темељите промене у физичким и хемијским особинама стене. Првобитна стена, позната као протолит, трансформише се у друге минералне врсте или друге форме истог минерала путем рекристализације. Температуре и притисци, неопходни за овај процес, су увек виши од оних, који владају на површини Земље: температуре више од 150 до 200 °C и притисци виши од 1500 бара. Метаморфне стене чине око 27,4% Земљине коре по запремини.
Разликују се три основне класе метаморфних стена на основу механизма њиховог настанка. Интрузија магме, која заграва околне стене, проузрокује контактни метаморфизма, трансформацију у којој доминира висока температура. Метаморфизам притиском дешава се када су седименти закопани дубоко у кори, када главну улогу игра притисак, док је температура споредна. Овај процес назива се кластични метаморфизам и њиме могу настати стене попут жада. Када су присутна оба фактора: висока температура и високи притисак, механизам се назива регионални метаморфизам. Он се обично дешава у подручјима настанка планина.
У зависности од структуре, метаморфне стене се деле у две опште категорије. Оне, које имају текстуру, називају се фолијацијске, док су све остале нефолијацијске стене. Име стене се затим одређује у зависности од врсте присутних минерала. Микашист је фолијацијска стена, која је првенствено састављена из ламеларних минерала попут мике. Гнајс има видљиве траке различитих нијанси, а уобичајен примјер су гранитни гнајсеви. Друге врсте фолијацијских стена укључују аргилошисте, филите и милоните. Чести примери нефолијацијских метаморфних стена су мрамор, стеатит и серпентин. Ова група садржи кварцит, метаморфну врсту пешчара, те хорнфелсе.

### Метеорити
Посебан случај међу стенама представљају метеорити, стеновита тела у свемиру. Они су остаци из ране историје Сунчевог система и садрже бројне минерале, који се не могу наћи у другим стенама земаљског порекла. Према садржају минерала у њима, могу се поделити на камене метеорите, који се првенствено састоје из силиката попут оливина или пироксена, жељезних метеорита, који се најчешће састоје из жељезно-никлових минерала камацита и таенита, и камено-жељезних метеорита, који представљају мешовити тип. Величина метеорита креће се између микрометеорита и огромних стеновитих тела тешких неколико хиљада тона. У Шведској је откривен фосилни метеорит стар неколико стотина милиона година.
Земаљског порекла, али настали од удара метеорита о површину Земље, су тектити. То су стакласти објекти величине неколико центиметара, настали топљењем земаљских стена узрокованим ударом метеорита, а затим су се брзо охладили, те импактити, који су настали снажним механичким и термичким утицајима на стене при удару метеорита, као што је то случај са суевитом.

## Употреба
Употреба стена имала је огроман утицај на културолошки и технолошки развој људског рода. Стене су употребљавали људи и други хоминиди пре барем 2,5 милиона година. Камена технологија означава неке од најстаријих и стално кориштених технологија. Рударење стена и тражење руда корисних метала у њима било је и све до данас представља важан фактор напретка људске цивилизације, која је на разним местима напредовала различитим брзинама, једним делом и због расположивости метала у стена у датом подручју.

### Рударство
Под појмом рударство мисли се на издвајање (екстракцију) вредних минерала, метала или других геолошких материјала из Земље, из рудних тела, вена или наслага угља. Овај појам такође обухвата и уклањање површинског слоја земљишта. Материјали добијени рударство укључују базне метале, племените метале, жељезо, уранијум, угаљ, дијаманте, кречњак, нафтне шкриљце, камену со, поташу и многе друге. Рударство је неопходно за добијање било којег материјала, који се не може добити процесом пољопривреде или добијањем вештачким путем у лабораторијама или фабрикама. Рударство у ширем смислу обухвата издвајање било којег ресурса (нпр. нафте, природног гаса, соли или чак воде) из земље.
Рударење стена и потрага за металима у њима дешава се почев од праисторијских времена. Савремени процеси рударства обухватају претходно пробно истраживање о рудним телима, њихову анализа и калкулације потенцијалне добити из предложеног рудника, затим издвајање жељених материјала, те напокон припрему земљишта и повратак у претходно стање након што се заврши са процесом рударења. Природа процеса рударења производи потенцијално негативне утицаје на околину, било током операција рударења или чак годинама након што је рудник затворен. Тај утицај довео је до тога да су многе државе у свету усвојиле одређене законске регулативе за управљање негативним ефектима по околину у области рударства.

## Биљни свет на стенама
Стене представљају екстремно станиште за биљни свет. Врста биљака, које расту на стенама, зависи од горског (минералног) супстрата, његових особина, од спољашњег облика стене, оријентације и експозиције зидова стене сунцу и ветру. Биљке, које су настањене на стенама, се зову петрофилне.

## Животињски свет стена
Стенски врхови су често гнездишта разних врста птица, а пећине - отвори у стенама, често су настањени медведима и другим врстама животиња.

## Галерија
- Пешчар са Тоцилина, између Такова и Бруснице, узорак 20х15cm
- Пешчар са пругама од оксида гвожђа
- Обрађен узорак пешчара
- Стена Парус у Русији.
- Стенска формација пешчара у Израелу
- Црвени пешчар у Доњем Антелоп Кањону, Аризона
- Пешчар са великом количином кварца
- Узорак ретког плумбијанског (богатог оловом) фелдспара
- Смештен на кристализованом белом фелдспару је драматичан, усправан аквамарин
- Фелдспар и месечев камен, из Соноре, Мексико
- Кристал шорла на кластеру еухедралних кристала фелдспара
- Танак табеларни биотитни агрегат